# 1956年の日本競馬
1956年の日本競馬（1956ねんのにほんけいば）では、1956年（昭和31年）の日本競馬界についてまとめる。馬齢は旧表記で統一する。
1955年の日本競馬 - 1956年の日本競馬 - 1957年の日本競馬

## 概要
前年12月に公布された日本中央競馬会の国庫納付金等の臨時特例に関する法律（有馬特例法）が施行され、この年から翌年まで臨時競馬が開催された。その収益金は老朽化していた競馬場施設の近代化に役立てられた。
この年の競馬界のハイライトは、中山グランプリ競走（現在の有馬記念）の創設であろう。日本中央競馬会理事長・有馬頼寧が「競馬により親しんでもらうため、『ファン投票によるオールスターレース』開催を実現したい」と構想し、概要が発表されると、イギリスやフランスなど競馬先進国では例を見ない形式で出走馬を選ぶという新しい大レースの創設は競馬ファンの反響を呼び、多くの投票が寄せられた。

## できごと

### 1月 - 3月
- 1月1日 - 日本中央競馬会の国庫納付金等の臨時特例に関する法律（有馬特例法）が施行される[2]。
- 3月22日 - 有馬特例法に基づく第1回臨時競馬が開催され、8日間の開催で834,410,900円を売り上げる。この収益金により中山競馬場のスタンド改築工事が行われた[2]。

### 4月 - 6月
- 4月1日 - 農林水産省畜産局競馬監督課が競馬官室となる[2]。
- 4月8日 - ラジオ東京テレビ（現在のTBSテレビ）による中央競馬の実況中継、および競馬案内放送が開始される[2][注 2]
- 4月24日 - 地方税法が改正され、競馬用資産に固定資産税が賦課されるようになる[2]。
- 5月9日 - 日本中央競馬会がアメリカ競馬科学者協会（AORC）に加入を承認される[2]。
- 6月7日 - 27頭立てで行われた東京優駿において、阿部正太郎が騎乗したエンメイが転倒、落馬。エンメイは競走能力喪失、阿部も重傷を負った。この事故がきっかけで6月9日に日本中央競馬会の役員と馬主6名、調教師4名、騎手4名、報道関係者4名により「東京優駿競走事故調査委員会」が組織され、出走馬の制限やパトロールフィルムの導入検討、騎手の道徳向上、人馬の救護体制確立などが話し合われ、後に実行に移された[2][3]。

### 7月 - 9月
- 9月13日 - 中央競馬サービスセンターが東京都中央区銀座に開設される[3]。
- 9月17日 - 南関東競馬において、単勝専用の馬券発売表示機（トーター）が登場[3]。

### 10月 - 12月
- 10月20日 - 全長230メートルの中山競馬場スタンドが竣工する[3]。
- 10月27日 - 中山競馬場において11月18日まで、第2回臨時競馬が開催される。売上金は1,052,191,100円[3]。
- 10月27日 - 日本短波放送（現在の日経ラジオ社、愛称はラジオNIKKEI）による中央競馬の実況中継と放送が開始される[3]。
- 11月1日 - 『競馬資料』を日本中央競馬会会報別冊として創刊[3]。
- 11月16日 - 中津競馬組合設立[3]。
- 12月17日 - 中央競馬サービスセンター内に払戻所が設置される[3]。
- 12月23日 - 第1回中山グランプリ競走（中山競馬場 4歳上オープン、馬齢重量、芝外2,600m）が施行[3]。

### その他
- 赤字の影響で中央競馬の北海道開催（札幌・函館）が中止に（後に再開）。
- この年、福島県郡山競馬場、長野県松本競馬場、京都府京都長岡競馬場、福岡県八幡競馬場、鹿児島県鹿児島競馬場が廃止される[3]。

## 競走成績

### 中央競馬の主な競走
- 第16回桜花賞（阪神競馬場・3月25日）優勝 : ミスリラ（騎手 : 柴田不二男）
- 第33回天皇賞（春）（京都競馬場・4月15日） 優勝 : メイヂヒカリ（騎手 : 蛯名武五郎）
- 第16回皐月賞（中山競馬場・4月22日）優勝 : ヘキラク（騎手 : 蛯名武五郎）
- 第17回優駿牝馬（オークス）（東京競馬場・5月27日) 優勝 : フエアマンナ（騎手 : 佐藤嘉秋）
- 第23回東京優駿競走（日本ダービー）（東京競馬場・6月3日) 優勝 : ハクチカラ（騎手 : 保田隆芳）
- 第17回菊花賞（京都競馬場・11月18日） 優勝 : キタノオー（騎手 : 勝尾竹男）
- 第34回天皇賞（秋）（東京競馬場・11月25日） 優勝 : ミツドフアーム（騎手 : 保田隆芳）
- 第1回中山グランプリ（中山競馬場・12月23日） 優勝 : メイヂヒカリ（騎手 : 蛯名武五郎）

### 中央競馬・障害
- 第37回中山大障害（秋）（中山競馬場・11月18日）優勝： ハクレイ（騎手：目時重男）

## 表彰

### 啓衆社賞
- 年度代表馬・最良5歳以上牡馬 メイヂヒカリ
- 最良3歳牡馬 ライジングウイナー
- 最良3歳牝馬 ミスオンワード
- 最良4歳牡馬 キタノオー
- 最良4歳牝馬 フエアマンナ
- 最良5歳以上牝馬 スプリングサン
- 最良スプリンター オートキツ
- 最優秀障害馬 トヨシロ
- 最優秀アラブ セイユウ

## 誕生
この年に生まれた競走馬は1959年のクラシック世代となる。

### 競走馬
- 2月6日 - ウイルデイール
- 2月16日 - サチカゼ
- 2月28日 - コマツヒカリ
- 3月10日 - オーカン
- 4月3日 - ハククラマ
- 4月4日 - キヨタケ
- 4月14日 - トキツヒロ
- 不明 - セントクレスピン

### 人物
- 1月10日 - 矢内博騎手、調教師（船橋）
- 1月15日 - 佐々木晶三騎手、調教師（JRA）
- 1月29日 - 石崎隆之騎手（船橋）
- 1月31日 - 根本康広騎手、調教師（JRA）
- 2月8日 - 田所清広騎手、調教師（JRA）
- 3月4日 - 加藤和宏騎手、調教師（JRA）
- 4月29日 - 高岡秀行騎手、調教師（ホッカイドウ）
- 9月7日 - 的場文男騎手（大井）
- 9月27日 - 北村卓士騎手（JRA）
- 9月29日 - 笹田和秀調教師（JRA）
- 10月15日 - 川田孝好騎手、調教師（佐賀）
- 10月24日 - 猿橋重利騎手（JRA）
- 11月16日
  - 牧之瀬幸夫騎手（JRA）
  - 浅野洋一郎調教師（JRA）
- 12月13日 - 渡辺正治騎手（新潟）

## 死去

### 人物
- 6月25日 - 新田新作（実業家、メイヂヒカリ馬主）